# Østerlars Kirke
Østerlars Kirke er sognekirke i Østerlarsker Sogn i Bornholms Regionskommune. Kirken er den største af Bornholms i alt fire rundkirker. De øvrige ligger i sognene Olsker, Nylarsker og Nyker. Kirken ligger på en bakketop ved Vietsvej ca. 500 m nord for selve byen.

## Historie
Den menes at være opført omkring 1150, og hullerne under tagskægget menes at have båret en vægtergang. Taget af træspån er lagt omkring 1744.
Kirkens indre er udsmykket med middelalderlige kalkmalerier på bl.a. midterpillen. De forestiller Jesu fødsel og liv samt Dommedag. Lige ud for den blændede kvindedør vises en række døde af alle stænder, der bliver trukket mod helvedes gruopvækkende port.
I 1955 gennemgik kirken en restaurering under ledelse af arkitekt Rolf Graae. Alterbilledet er nyt, malet af Poul Høm til altertavlen fra renæssancen.

## Trivia
Journalist og amatørhistoriker Erling Haagensen har i sin bog Tempelriddernes Skat fremsat en hypotese om, at der er eller har været skjult en skat under gulvet i kirken. Historieforskere fra universiteter har afvist Erling Haagensens hypoteser om tempelherrer og en hemmelig skat på Bornholm som det pure opspind og kaldt det "fantasteri", "forskruet vrøvl" og "helt gak".
Bornholms Politi mener, at Erling Haagensens hypotese kan være motivet bag hærværk udøvet mod kirkens gulv i juli 2008, hvor ukendte gerningsmænd borede to huller i gulvet.

## Galleri
- Grundplan og tværsnit
- Våbenhus
- Klokkehuset
- Op af våbenhuset står runestenen Østerlars-stenen 1
- Apsis
- Tag med træspån
- Kalkmalerierne på den indre rotunde.
- Døbefonten er placeret i den indre rotunde.
- Trappen i muren er så smal, at kun én person ad gangen kan gå op eller ned. På den måde var de øvre stokværk nemme at forsvare mod indtrængere.
- Der trænger ikke meget lys ind gennem glughullerne på det mellemste stokværk.
- Gangen på det øverste stokværk.
- Den indre tagkonstruktion er bygget helt i træ. Her set nedefra.
- Runesten i våbenhuset
- Østerlars kirke alter.